# Frank Gresley
Frank Gresley (1855-1936) var en britisk maler, der især kendes for sine landskabsmalerier. De berømteste er af floden Trent in Swarkestone, Barrow og Ingleby. Hans to sønner Harold og Cuthbert blev også kunstnere.
Gresley boede det meste af sit liv i Chellaston, Derbyshire. Alfred E. Goodey donerede en række af Gresleys malerier til Derby Museum and Art Gallery.

## Eksterne links
- Wikimedia Commons har flere filer relateret til Frank Gresley
- Frank Gresley Arkiveret 6. september 2012 hos  Wayback Machine Invaluable. (med thumbnails af hans billeder)